# Grigorie Decapolitul
Sfântul Grigorie din Decapole sau Grigorie Decapolitul (în greacă Όσιος Γρηγόριος ο Δεκαπολίτης; n. înainte de 797 - d. 20 noiembrie 842 sau mai devreme) a fost un călugăr bizantin din secolul al IX-lea, cunoscut pentru călătoriile sale de propovăduire a credinței creștine în lumea bizantină. El este considerat de credincioșii creștini ca făcător de minuni și este numit „Noul făcător de minuni” (în greacă ο νέος θαυματουργός, transliterat: o neos thaumatourgos), iar ziua sa de prăznuire în Biserica Ortodoxă și Biserica Romano-Catolică este 20 noiembrie.
Moaștele întregi ale sfântului se găsesc în România.
https://doxologia.ro/cuviosul-grigorie-decapolitul-sfantul-cu-moaste-intregi-de-la-manastirea-bistrita-judetul-valcea

## Biografie
Grigorie s-a născut la sfârșitul secolului al VIII-lea, în cetatea Irinopolis din ținutul Decapolea Isauriei, de unde i se trage supranumele. Francis Dvornik datează nașterea lui între anii 780 și 790, în timp ce Cyril Mango considera anul 797 drept terminus ante quem pentru nașterea sa. Părinții lui erau Sergios și Maria și el a avut cel puțin un frate, al cărui nume nu este cunoscut. O rudă ulterioară a familiei a fost Eftimie, patriarh al Constantinopolului la începutul secolului al X-lea.
Potrivit hagiografiei sale, el a început să învețe la școala elementară la vârsta de opt ani și, fiind atras încă din copilărie de stilul de viață al monahilor, a fugit de acasă în munți atunci când părinții lui au vrut să-l căsătorească (prin 815/816). Acolo l-a întâlnit pe fostul episcop de Irinopolis, care fusese obligat să renunțe la tronul episcopal din cauza opoziției sale față de erezia iconoclastă, susținută și de împăratul Leon Armeanul (813-820). După ce a primit binecuvântarea mamei sale și la sfatul ei, a intrat de tânăr în mănăstirea în care fratele său era deja călugăr. Curând, s-a certat cu starețul său, care avea idei religioase proiconoclaste și a părăsit acea mănăstirea, mutându-se la mănăstirea unde viețuia unchiul său matern, Simion. A rămas la mănăstirea unchiului său timp de 14 ani, sporind în virtuți creștinești, după care a cerut permisiunea de a se retrage într-o peșteră ca pustnic (prin anul 830). Acolo a avut viziunea luminii divine, precum și viziunea apariției unei femei care l-a vindecat în mod miraculos de dorința sexuală printr-un fel de operație, o posibilă aluzie la faptul că Grigorie a devenit eunuc.
Aproximativ în anii 832/833, după ce a primit un „ordin divin”, Grigorie Decapolitul a început să rătăcească pe teritoriul Imperiului Bizantin pentru a învăța poporul să respingă erezia iconoclastă. El a mers mai întâi la Efes, de unde a luat nava către Prokonnesos, Ainos și Christoupolis. De acolo a pornit spre Tesalonic și spre Corint. S-a urcat în Corint pe un vas ce mergea către Roma, prin Reggio Calabria și Napoli. Grigorie a fost deținut timp de trei luni într-o închisoare din Roma, după care și-a continuat călătoria spre orașul Siracusa din Sicilia, unde a petrecut din nou o perioadă în contemplație izolată într-un turn din port. Din Sicilia s-a întors la Tesalonic, prin Otranto, unde a fost maltratat, fiind confundat cu un spion arab (circa 834). A predat învățătura creștină la Tesalonic mai multor ucenici, printre care și Iosif Imnograful.
Câțiva ani mai târziu, posibil prin 836/837, el a călătorit - însoțit de Iosif, potrivit hagiografiei acestuia - la Constantinopol, unde a rămas la Biserica Antypas sau la Biserica „Sfinților Serghie și Vah” și a vizitat comunitatea monahală de pe Muntele Olimp din Bitinia. În ultimii săi ani de viață a fost bolnav, suferind mai întâi de epilepsie și apoi de hidropizie. El a murit la Constantinopol în ziua de 20 noiembrie a anului 842 sau, potrivit unor interpretări diferite, a anului 841 sau poate chiar mai devreme. În jurul anului 850 trupul său a fost deshumat și, fiind găsit neputrezit și răspândind bună mireasmă, a fost transferat într-o mănăstire fondată de Iosif Imnograful, lângă mormântul Sfântului Ioan Gură de Aur, în Biserica Sfinților Apostoli din Constantinopol, unde a fost păstrat cu cinste.

## Hagiografie și venerarea ca sfânt
Hagiografia care descrie viața sa este atribuită călugărului și scriitorului contemporan Ignatie Diaconul, însă unii cercetări contestă că el ar fi autorul. Deși a trăit în a doua perioadă a iconoclasmului bizantin și este menționat ca apărător al doctrinei iconofile, Grigorie nu a fost persecutat. El este menționat în scrierile bisericești ortodoxe ca sfânt făcător de minuni, de unde i se trage și supranumele νέος θαυματουργός, „Noul făcător de minuni”. Singura lucrare a lui Grigorie Decapolitul, care s-a păstrat, este o predică referitoare la convertirea - probabil istorică - a unui musulman la creștinism.
Ca lucrare istorică, hagiografia sa este o sursă slabă de informații despre evenimentele istorice contemporane, dar „oferă multe informații despre practica administrativă și juridică” din Bizanțul contemporan. Icoanele Sfântului Grigorie sunt rare și el este reprezentat „ca un călugăr cu o barbă albă rotundă”. Ziua prăznuirii sale în Biserica Ortodoxă este 20 noiembrie.
Cultul său s-a răspândit imediat după moartea sa. Cei doi discipoli ai săi, Iosif și Ioan, l-au stabilit la Constantinopol, unde Iosif Imnograful a fondat câțiva ani mai târziu o mănăstire dedicată apostolului Bartolomeu (deținând o părticică din moaștele lui) și Sfântului Grigorie Decapolitul. El a compus un canon în cinstea lui, iar Ignatie Diaconul a scris o hagiografie. După cucerirea Constantinopolului de către turci în anul 1453, moaștele Sfântului Grigorie Decapolitul au fost răscumpărate pentru o sumă considerabilă de banul Barbu Craiovescu al Olteniei, care le-a transportat în 1497 în Țara Românească și le-a așezat în biserica principală a Mănăstirii Bistrița, pe care o rezidise din temelii în Munții Căpățânii.